# Frampol (gemeente)
De gemeente Frampol is een stad- en landgemeente in het Poolse woiwodschap Lublin, in powiat Biłgorajski.
Zetel van de gemeente is in de stad Frampol.
Op 31 december 2006, telde de gemeente 6.497 inwoners.

## Oppervlaktegegevens
In 2002 bedroeg de totale oppervlakte van gemeente Frampol 107,61 km², waarvan:
- agrarisch gebied: 63%
- bossen: 32%

De gemeente beslaat 6,41% van de totale oppervlakte van de powiat.

## Demografie
Stand op 30 juni 2004:
| Omschrijving                   | Totaal | Totaal | Vrouwen | Vrouwen | Mannen | Mannen |
| ------------------------------ | ------ | ------ | ------- | ------- | ------ | ------ |
| eenheid                        | aantal | %      | aantal  | %       | aantal | %      |
| inwoners                       | 6575   | 100    | 3295    | 50,1    | 3280   | 49,9   |
| bevolkingsdichtheid (inw./km²) | 61,1   | 61,1   | 30,6    | 30,6    | 30,5   | 30,5   |

In 2002 bedroeg het gemiddelde inkomen per inwoner 1140,53 zł.

## Plaatsen
Cacanin, Chłopków, Frampol, Karolówka, Kąty, Kolonia Kąty, Komodzianka, Korytków Mały, Niemirów, Pulczynów, Radzięcin, Rzeczyce, Smoryń, Sokołówka, Sokołówka-Kolonia, Stara Wieś, Teodorówka, Teodorówka-Kolonia, Wola Kątecka, Wola Radzięcka.

## Aangrenzende gemeenten
Biłgoraj, Dzwola, Goraj, Radecznica